# Бодко (Арканзас)
Бодко (англ. Bodcaw) — місто (англ. town) в США, в окрузі Невада штату Арканзас. Населення — 121 особа (2020).

## Географія
Бодко розташоване за координатами 33°33′49″ пн. ш. 93°23′35″ зх. д. / 33.56361° пн. ш. 93.39306° зх. д. (33.563643, -93.393036).  За даними Бюро перепису населення США в 2010 році місто мало площу 7,86 км², з яких 7,75 км² — суходіл та 0,11 км² — водойми.

## Демографія
Згідно з переписом 2010 року, у місті мешкало 138 осіб у 57 домогосподарствах у складі 44 родин. Густота населення становила 18 осіб/км².  Було 75 помешкань (10/км²). 
Расовий склад населення:
| - 94,2 % — білих - 2,9 % — чорних або афроамериканців - 2,2 % — корінних американців |

До двох чи більше рас належало 0,7 %. Іспаномовні складали 5,1 % від усіх жителів.
За віковим діапазоном населення розподілялося таким чином: 23,2 % — особи молодші 18 років, 53,6 % — особи у віці 18—64 років, 23,2 % — особи у віці 65 років та старші. Медіана віку мешканця становила 40,0 року. На 100 осіб жіночої статі у місті припадало 100,0 чоловіків;  на 100 жінок у віці від 18 років та старших — 96,3 чоловіків також старших 18 років.
Середній дохід на одне домашнє господарство  становив 61 767 доларів США (медіана — 46 563), а середній дохід на одну сім'ю — 69 673 долари (медіана — 51 250). За межею бідності перебувало 3,5 % осіб, у тому числі 0,0 % дітей у віці до 18 років та 0,0 % осіб у віці 65 років та старших.
Цивільне працевлаштоване населення становило 96 осіб. Основні галузі зайнятості: роздрібна торгівля — 38,5 %, освіта, охорона здоров'я та соціальна допомога — 13,5 %, транспорт — 12,5 %.